# Laparotomie
Een laparotomie is een operatie, waarbij de buik (het abdomen) geopend wordt via een incisie (snee) in de buikwand. Tomie betekent snijden. Een andere naam is coeliotomie.

## Terminologie
Bij een diagnostische laparotomie (ook wel proeflaparotomie genoemd), is de veroorzaker van de buikproblemen onbekend en is een laparotomie de beste manier om de oorzaak te vinden.
Bij de therapeutische laparotomie, is de oorzaak bekend zoals bijvoorbeeld een maagperforatie of coloncarcinoom (dikkedarmkanker) en wordt de laparotomie gebruikt om het probleem op te lossen.
Meestal wordt de term laparotomie gebruikt voor de diagnostische procedure. Als men therapeutisch opereert wordt de laparotomie gezien als de manier om toegang tot de buik te krijgen en wordt het bijvoorbeeld een hemicolectomie rechts genoemd.

## Anatomische ruimtes
Afhankelijk van de plaats van de incisie (snee) zijn diverse organen in de buik te bereiken.
Dit zijn:
- het maag-darmstelsel (de tractus digestivus) met maag, duodenum, jejunum, ileum en colon
- de lever, alvleesklier, galblaas en milt
- de blaas
- de vrouwelijke voortplantingsorganen (de baarmoeder (uterus) en eierstokken (ovaria))
- het retroperitoneum (met de nieren, de buikslagader (aorta) en abdominale lymfeklieren
- de blindedarm (appendix)

## Types chirurgische incisies

### Mediaan, middenlijn
De meest voorkomende snede gaat via de mediaanlijn en loopt verticaal. Deze incisie volgt de linea alba abdominis. Het voordeel van een snede in de middellijn is dat de toegang tot de buikorganen groter is.
- De bovenste mediane incisie gaat van de processus xiphoides, het zwaardvormig uitsteeksel van het borstbeen, naar de navel.
- De onderste mediane incisie gaat van de navel naar de schaambeenvoeg, de symfyse.
- Bij bijvoorbeeld traumachirurgie kunnen beide incisies tegelijk worden gemaakt, dus van de processus xiphoides via de navel naar het schaambeen.

De gepasseerde lagen van de buikwand van buiten naar binnen zijn:
- huid, cutis
- onderhuids weefsel, subcutis
- fascie van Camper
- fascie van Scarpa
- linea alba abdominis, bij laterale incisie: voorste rectusschede en achterste rectusschede met hiertussen de rechte buikspier
- fascia transversalis
- buikvlies, peritoneum

### Andere incisies
Andere incisies voor de buik zijn:
- de Kocherse incisie (rechts subcostaal, dus onder de rechter ribbenboog) bij chirurgie van de lever, galblaas en galwegen.
- de Pfannenstiel-incisie: dit is een dwarse snede net boven de symfyse van het os pubis. Deze wordt veel gebruikt bij de keizersnede (sectio caesarea). Deze incisie wordt ook wel bikinisnede genoemd.
- de lumbotomie is een incisie in de zij, die gebruikt wordt bij nieroperaties. Hierbij komt men niet in de peritoneale holte.

## Gerelateerde procedure
Een procedure die gerelateerd is aan de laparotomie is de laparoscopie, een vorm van minimaal invasieve chirurgie. Hierbij worden middels kleine openingen in de buikwand met behulp van kijk- en werkinstrumentarium organen in de buikholte bekeken of geopereerd. Enkele voorbeelden zijn een laparoscopische cholecystectomie of een laparoscopische appendectomie. Gynaecologen maken veelvuldig gebruik zowel diagnostisch al therapeutisch van laparoscopieën. Momenteel is er binnen de urologie een ontwikkeling waarbij de prostaat laparoscopisch wordt verwijderd.